# Eva Schillberg
Eva Charlotte Schillberg, född 18 mars 1881 i Norrköping, död 20 januari 1967 i Stockholm, var en svensk målare, tecknare och grafiker.
Hon var dotter till vice häradshövding Oskar Fredrik Schillberg och Ida Klara Charlotta Brisman. Efter att hon tillbringat sin uppväxt och skolgång i Norrköping studerade hon vid Althins målarskola i Stockholm 1903–1905 och för Gustaf Cederström vid Konstakademien 1905–1909 samt i Axel Tallbergs etsningsskola. Hon reste på en kombinerad studie- och målarresa till Paris och München och har därefter företagit resor till Norge, Spanien, Portugal, Irland och Abessinien. Hon bosatte sig i Stockholm 1914 och återupptog då studierna i etsning för Tallberg och 1924 flyttade hon till Ålsten som kom att bli ett vanligt motiv i hennes målningar. Tillsammans med Inez Leander ställde hon ut i samband med en minnesutställning över Elsa Nilsson på Konstnärshuset 1931 och tillsammans med Elsa Danson och Elsa Ström-Ciacelli på Konstnärshuset 1934. Hon medverkade i en grupputställningen Vårkonstsalongen på Birger Jarlsgatan 21, och i samlingsutställningar arrangerade av Föreningen Svenska Konstnärinnor på Liljevalchs konsthall och Östgöta konstförening i Linköping. Hennes konst består av realistiska målningar med stilleben, interiörer, landskap och villabebyggelse från Ålsten utförda i olja eller som grafik. Schillberg är representerad vid Norrköpings konstmuseum.